# 豊田雅孝
豊田 雅孝（とよた まさたか、1898年9月5日 - 1991年2月14日）は、日本の商工官僚、政治家。参議院議員（2期）。

## 経歴
1898年（明治31年）愛媛県生まれ。松山商業、北予中学、三高、東京帝国大学法学部政治学科を経て、1925年（大正14年）商工省入省、文書課長、企業局長を務めた。1945年（昭和20年）商工次官。1946年（昭和21年）退官。1947年（昭和22年）商工中金理事長。
1953年（昭和28年）第3回参議院議員通常選挙全国区当選（無所属）。1959年（昭和34年）第5回参議院議員通常選挙落選（緑風会）。1962年（昭和37年）第6回参議院議員通常選挙全国区当選（自由民主党）。1968年（昭和43年）第8回参議院議員通常選挙落選。同年秋の叙勲で勲二等旭日重光章受章（勲三等からの昇叙）。
日本中小企業団体連盟会長、全国中小企業会館社長も歴任した。
1991年（平成3年）2月14日死去、92歳。死没日をもって従四位から従三位に叙される。

## その他
- 1955年（昭和30年）7月25日の参議院内閣委員会で、鳩山一郎内閣総理大臣に対して、竹島の占拠について、『日本側から反撃をすることは、憲法9条の国際紛争解決の手段としての武力行使と見て、憲法9条ではできないと解釈するか』、『あるいはわが領土権を現実に侵されておるから、これを回復するのは自衛権の範囲で、憲法9条からもできるか』と質問し、鳩山は、
『日本の領土を占領せられたのでありまするから、これは侵略と見るのが妥当で、自衛権の発動はできるわけであります』と発言し、また豊田は、『竹島の侵略が行われてからある程度の時日をたっておらなければ問題なく考えられるのでありますが、相当の時日がある場合においてなおかつこれは反撃することが自衛権、行動権の範囲内であるというふうに解釈することについては何ら疑義なくさようにお考えになるというふうに解釈してよろしいでしょうか』と質問し、鳩山は、『理論から言えば私は領土侵略だと思います。自衛権を発動してもいいと思いますけれども、あなたのおっしゃるように時期を経ておりますからこれはやはり談判によって、戦争の方法によらず外交的手段によって解決する方が穏当であろうと考えます』と発言している[5]。
竹島は、1953年4月20日に、韓国の独島義勇守備隊が初めて駐屯ないし占拠し、以降韓国が占領を続けている。

## 著書
- 企業整備は何うしてするか? 1942年 商工行政社
- 産業国策と中小産業 戦時経済国策大系〈第10巻〉 東亜政経社 1942年
- 中小商工業の苦境打開策 高山書院 1950年
- 日本経済の活路 実業之日本社 1953年
- 嵐に叫ぶ 自由国民社 1958年